# 王希
王希，中华人民共和国教育部长江学者讲座教授，北京大学历史系教授，印第安纳大学历史系教授，主要从事19世纪美国史、美国内战与重建，著有《原则与妥协: 美国宪法的精神与实践》。

## 外部來源
- . Aminer.